# Regio XIV Transtiberim
La Regio XIV Transtiberim era la quattordicesima delle 14 regioni di Roma augustea classificata poi nei Cataloghi regionari della metà del IV secolo. Corrispondeva, come oggi, alla parte di città edificata a occidente del Tevere tuttora chiamata Trastevere, comprendendo il pendio orientale del Gianicolo. Inoltre, includeva anche l'area non compresa dalle Mura Aureliane dell'Ager Vaticanus.

## Topografia
La Regio XIV augustea corrispondeva alla parte di città edificata sulla sponda destra del Tevere, compresa fra l'odierno Castel Sant'Angelo e la Porta Portuensis.
L'area era principalmente occupata da ville, giardini e aree destinate a spettacoli pubblici, quali la Naumachia di Augusto e il Circo di Nerone.
Alla metà del IV secolo l'ampiezza della Regio era indicata nei Cataloghi regionari (Notitia) in 33.388 piedi romani, pari a circa 9.890 metri, superando, se pur non di molto, la dimensione della Regio IX Circus Flaminius.

## Caratteristiche
La Regio era divisa in 78 vici (rioni), 78 aediculae (edicole), 4.405 insulae (caseggiati), 150 domus (case patrizie), 22 horrea (magazzini), 86 balnea (bagni), 180 laci (fontane) e 24 pistrina (panetterie). L'area era sorvegliata da 2 curatores e da 48 vicomagistri.
La principale viabilità della regione comprendeva la via Aurelia, la via Cornelia, la via Portuense, la via Trionfale e il Vicus Censorius.

## Principali monumenti pubblici
I principali monumenti pubblici e le principali aree di interesse di questa regione erano:
- l'Ager Vaticanus,
- l'Aqua Alsietina,
- i bagni di Ampelide, Prisco e Diana,
- il Campus Bruttianus,
- il Campus Codetanus,
- il Caput Gorgonis,
- la casa della Farnesina, residenza imperiale celebre per gli affreschi ivi rinvenuti,
- i Castra Lecticariorum
- il circo di Nerone, situato alle pendici del colle Vaticano,
- i Coraria Septimiana,
- il Fanum Fortis Fortunae,
- il Frigianum,
- il Gaianum,
- gli Horti Agrippinae,
- gli Horti Caesaris,
- gli Horti Domitiae,
- gli Horti Getae,
- il mausoleo di Adriano,
- la Naumachia Augusti,
- il ponte Cestio, il ponte di Agrippa, il ponte di Probo, il ponte Elio, il ponte Emilio, il ponte Fabricio, il ponte Neroniano e il pons Sublicius sul Tevere,
- la Porta Portuensis, la porta Aurelia, la porta Settimiana e la porta Cornelia delle mura aureliane,
- il sacello di Ercole Cubante
- la basilica costantiniana di San Pietro in Vaticano,
- il santuario di Veiove sull'isola Tiberina,
- la Statio cohortis VII vigilum e l'Excubitorium,
- la Statua Valeriana,
- il tempio di Esculapio sull'isola Tiberina,
- il tempio di Fauno sull'isola Tiberina.

Inoltre l'area a nord del Circo di Nerone, nota come necropoli vaticana, fu utilizzata come area cimiteriale fintantoché l'imperatore Costantino I intraprese l'edificazione della basilica dedicata a San Pietro.